# Іван I Данилович Калита
Іва́н I Дани́лович Калита́ (1 жовтня 1288 — 31 березня 1340, Москва) — великий князь московський від 1325 до 1340, великий князь володимирський (м. Володимир-на-Клязьмі, ярлик від хана в 1328) до 1340, князь новгородський від 1328 до 1337. По батькові Данилу Олександровичу — нащадок князя Юрія Долгорукого.
Основоположник правлячої на Москві династії Калитовичів. 

## Біографічні дані
Іван Данилович Калита народився 1288 року, був сином московського князя Данила Олександровича і онуком Олександра Невського. Прозваний Калитою («калита» — «гаман для грошей») за багатство, яке йому вдалось накопичити, збираючи данину для Золотої Орди.  
Головним напрямком його правління було зміцнення провідної ролі князівства московського (з 1317 року — «великого») серед сусідніх князівств, а також територіальна експансія. Частину земель він купував, а на удільні князівства Углич, Галич, Білозеро отримав ярлики в Орді. Протягом свого правління мав вельми тісні контакти із ординськими ханами,  надсилав хану, його дружинам та вельможам подарунки, сам часто їздив у Орду.
Виявив себе жорстоким, вправним, наполегливим правителем. Був вірним підданим Золотої Орди, за що отримував постійну підтримку татарських ханів. Не гребував використовувати в ході міжусобиць військо Золотої Орди. Спираючись на підтримку ординців, зумів послабити свого основного супротивника — Велике князівство Тверське. Зокрема, звів наклеп на князя Олександра, якого з сином Федором після суду в хана Узбека вбили в Орді. Іван Данилович наказав зняти дзвін зі Спаського собору Твері та перевезти до Москви. Також сприяв послабленню Новгородської та Псковської республік.
Зміцненню авторитету Івана Даниловича саме як московського князя сприяло перенесення на початку його правління (1325) резиденції митрополита Київського і всія Русі Петра Ратенського з Владимира на Клязьмі до Москви. Також князь упорядковував норми феодального права, податкову систему, сприяв розвиткові торгівлі.
У 1326 році заклав церкву Успіння Богоматері в Москві — першу значну кам'яну споруду міста.
У російську історіографію увійшов як перший «збирач російських земель». Перед смертю прийняв чернечий постриг з ім'ям Ананія та схиму. Помер у 1340 році в Москві.